# Grallaria ridgelyi
A Grallaria ridgelyi a madarak osztályának verébalakúak (Passeriformes) rendjébe és a hangyászpittafélék (Grallariidae) családjába tartozó faj.

## Rendszerezése
A fajt Niels Krabbe, D.J. Agro, Nathan H. Rice, Marco Jacome, L. Navarrete és Francisco Sornoza Molina írták le 1999-ben.

## Előfordulása
Dél-Amerikában, Peru és Ecuador területén honos. Természetes élőhelye az Andok szubtrópusi és trópusi hegyvidéki esőerdeinek aljnövényzetében van.

## Megjelenése
Testhossza 22 centiméter.

## Természetvédelmi helyzete
Elterjedési területe kicsi, egyedszáma  480-600 példány közötti és csökken. A Természetvédelmi Világszövetség Vörös listáján veszélyeztetett fajként szerepel.